# إلى أجل غير مسمى
التأجيل إلى أجل غير مسمى هو اختتام اجتماع من قبل جمعية تداولية، مثل الهيئة التشريعية أو المجلس التنظيمي، دون تحديد يوم للانعقاد مرة أخرى.  يمكن أن تجتمع الجمعية من جديد، إما في شكلها الحالي أو في شكل معاد تشكيله، إذا كانت القوانين والقواعد الموجودة مسبقًا تنص على ذلك. وبخلاف ذلك، يؤدي التأجيل إلى حل التجمع بشكل فعال. 
يجوز للمحكمة أيضًا تأجيل القضية إلى أجل غير مسمى، مما يعني أن الأمر يظل قائمًا حتى إشعار آخر. في التأجيل لأجل غير مسمى من هذا النوع، تظل الجلسة مفتوحة، ويمكن نظريًا استئنافها إذا تغير الوضع.  على سبيل المثال، قد يتم تأجيل القضية إلى أجل غير مسمى إذا لم تكن هناك إمكانية للمتابعة في المستقبل المنظور، كما هو الحال عندما يكون المدعى عليه في السجن ولا يمكنه المشاركة في الإجراءات القانونية.

## استخدام الولايات المتحدة
عادةً ما يؤجل كونغرس الولايات المتحدة الجلسة إلى أجل غير مسمى في صباح يوم 3 يناير، مباشرة قبل أن تعقد الجلسة التالية اجتماعها الأول المنصوص عليه دستوريًا. ويمكنه أيضًا تأجيل الجلسة إلى أجل غير مسمى في أوقات أخرى من خلال قرار متزامن يسمح لرئيس مجلس النواب وزعيم الأغلبية في مجلس الشيوخ باستئناف الجلسة. 